# Gustav Voigt (Politiker, 1867)
Gustav Voigt-Friedenau (* 25. November 1867 in Aschersleben; † nach 1933) war ein deutscher Politiker (DNVP, Wirtschaftspartei).

## Leben
Voigt wurde als Sohn eines Schneidermeisters geboren. Nach dem Besuch der Bürgerschule in Aschersleben erlernte er das Schneiderhandwerk im väterlichen Betrieb. Er spezialisierte sich später als Damenschneider, bestand 1902 die Meisterprüfung und war im Anschluss bei der Innung Beauftragter für das Lehrlingswesen. Im Oktober 1902 gründete er den Bund der Handwerker, zu dessen Vorsitzenden er gewählt wurde. Nach der Umbenennung des Verbandes war er Präsident des Deutschen Handwerkerbundes in Berlin-Friedenau. Im November 1927 wurde er von der Handwerkskammer Stettin zum Ehrenmeister des pommerschen Handwerks und von den vereinigten Innungen zu Aschersleben zum Ehrenmitglied ernannt.
Voigt trat in die Deutschnationale Volkspartei (DNVP) ein, für die er im Mai 1928 als Abgeordneter in den Preußischen Landtag gewählt wurde. Nach seinem Austritt aus der DNVP war er ab dem 4. Mai 1929 fraktionslos. Kurz darauf schloss er sich der Reichspartei des Deutschen Mittelstandes (Wirtschaftspartei) an, deren Fraktion er vom 10. Mai 1929 bis zum 29. August 1930 angehörte. Aufgrund seines abermaligen Parteiaustrittes war er wieder fraktionsloser Abgeordneter. Vom 20. Oktober 1930 bis zum 15. März 1932 war er für die Christlich-Nationale Bauern- und Landvolkpartei (CNBL) ständiger Gast der Deutschen Fraktion. Schließlich war er bis zu seinem Ausscheiden aus dem Landtag im Jahre 1932 ein drittes Mal ohne Fraktion. Im Parlament vertrat er den Wahlkreis 6 (Pommern).